# Emil Riemer
Emil Riemer (* 13. April 1875 in Rixdorf; † 22. August 1965 in Berlin) war ein deutscher Artist und das bekannte Berliner Original Strohhut-Emil.

## Frühe Jahre als Artist
Als Jugendlicher war Emil Riemer begeistert von den Artisten, die rund um die Hasenheide in Lokalen, Festsälen und Theatern auftraten. Er brachte sich selbst das Jonglieren bei und hatte Anfang der 1890er Jahre seinen ersten Auftritt als Komiker und Gewichtheber. Ab 1893 arbeitete er als Allround-Artist – Gewichtheber, Artist und Clown – beim Zirkus Schumann. Dann wechselte er zum Circus Busch, in dem er als Trapezkünstler arbeitete; sein Partner Dusec und er nannten sich die Artistischen Chinesen. Tourneen des Zirkus brachten ihn nach Düsseldorf, Wien und Budapest.
Angeregt durch die Vorführung eines amerikanischen Fahrradartisten kaufte sich Riemer für 300 Mark ein Fahrrad und begann mit dem Training. Weitere Pläne wurden vom Ausbruch des Ersten Weltkriegs unterbrochen,  in dem er schwer verwundet wurde und zwei Jahre im Lazarett verbrachte.

## Auf den Straßen von Berlin
Nach Kriegsende kehrte Emil Riemer nach Berlin zurück und verfolgte seine Akrobatentätigkeit weiter, als Ringkämpfer, Jongleur, Trapezkünstler und Kunstradfahrer. Als er sich bei einem spektakulären Auftritt mit dem Fahrrad, bei dem er aus der 21 Meter hohen Zirkuskuppel in die wassergefüllte Manege sprang, schwer verletzte, beendete er seine Laufbahn als Trapezkünstler.
Riemer eröffnete eine Fahrradhandlung in seiner Wohnung. Hauptsächlich war er als Straßenkünstler aktiv und zeigte akrobatische Tricks auf dem Fahrrad. Zu seinen Requisiten gehörten ein Fahrrad, eine Mandoline und vor allem ein Strohhut. Der Strohhut war so präpariert, dass mittels eines Schnurzugs der Deckel aufgeklappt werden konnte. Vor allem wegen dieses Gags wurde er bald stadtweit zu Strohhut-Emil und eines der bekanntesten Berliner Originale. Bei seinen Kunststücken hielt er sich nicht immer an die gängigen Verkehrsregeln; so überquerte er den verkehrsreichen Potsdamer Platz bei roter Ampel und im Handstand. Sein Fahrrad war eine Eigenkonstruktion, die nach Bedarf umgebaut werden konnte.
1933 wurde Emil Riemer, der offen seine Meinung sagte, kurzzeitig von Nationalsozialisten verhaftet, in das SA-Gefängnis Papestraße gebracht und zu vier Monaten Haft im Zuchthaus Torgau verurteilt. Als er 1936 versuchte, ohne Eintrittskarte bei den Olympischen Sommerspielen 1936 in das Olympiastadion zu gelangen, berichteten zahlreiche ausländische Zeitungen über das Berliner Original. Im Zweiten Weltkrieg wurde seine gesamte Habe durch einen Bombenangriff vernichtet.
Als er nach Kriegsende wieder auf den Berliner Straßen auftauchte, widmete ihm der Tagesspiegel einen großen Artikel, und die Neue Zeit zitierte einen Stegreifdichter: „Kommt der Frühling nach Berlin, sieht man Strohhut-Emil durch die Straßen ziehn“; bei Aschinger erhielt er täglich einen Teller Erbsensuppe gratis. Er lebte in Ostberlin, zeigte seine Kunststücke jedoch vorzugsweise in der West-Berliner Innenstadt, weil er dort vom Publikum Westgeld bekam. In dem DEFA-Film Sie nannten ihn Amigo von Heiner Carow spielte Riemer im Jahre 1958 sich selbst. Der Mauerbau 1961 schränkte die Aktivitäten des nun über 80-Jährigen erheblich ein. Als unangepasste Persönlichkeit, die zudem im Grenzgebiet lebte, beäugten ihn die Ostberliner Machthaber misstrauisch.
Das Lebensmotto von Emil Riemer lautete: „Ick hab schon als Säugling gestrampelt – und ick strampele bis an mein Ende“. Er starb im Alter von 90 Jahren in einem Krankenhaus. Riemer ist auf dem Friedhof II der Sophiengemeinde Berlin begraben. Sein Strohhut ist im Stadtmuseum Berlin ausgestellt.